# Спиридонов, Владимир Кириллович
Владимир Кириллович Спиридонов (1925—1975) — Гвардии младший лейтенант Советской Армии, участник Великой Отечественной войны, Герой Советского Союза (1945).

## Биография
Владимир Спиридонов родился 1 ноября 1925 года в Ногинске. После окончания школы учился в машиностроительном техникуме. В феврале 1943 года Спиридонов был призван на службу в Рабоче-крестьянскую Красную Армию. С июля того же года — на фронтах Великой Отечественной войны. В боях два раза был ранен.
К январю 1945 года гвардии старшина Владимир Спиридонов был комсоргом батальона 221-го гвардейского стрелкового полка 77-й гвардейской стрелковой дивизии 69-й армии 1-го Белорусского фронта. Отличился во время освобождения Польши. 14 января 1945 года Спиридонов поднял своих товарищей в атаку, одним из первых ворвавшись в немецкую траншею и подавив огонь трёх пулемётных точек. 15 января 1945 года во время боёв за освобождение города Зволень он заменил собой выбывшего из строя командира роты и успешно ей руководил, сам получил ранение, но продолжал сражаться.
Указом Президиума Верховного Совета СССР от 27 февраля 1945 года за «образцовое выполнение боевых заданий командования на фронте борьбы с немецкими захватчиками и проявленные при этом мужество и героизм» гвардии старшина Владимир Спиридонов был удостоен высокого звания Героя Советского Союза с вручением ордена Ленина и медали «Золотая Звезда» за номером 5975.
В 1946 году в звании младшего лейтенанта Спиридонов был уволен в запас. В 1950 году он окончил Московскую юридическую школу. Проживал и работал сначала в Калининграде, затем в Ногинске. Скоропостижно скончался 8 июня 1975 года, похоронен на мемориальном участке Глуховского кладбища Ногинска.
Был также награждён орденом Красного Знамени и рядом медалей.